# Flavonoli

Struttura molecolare base di un flavonolo (3-idrossiflavone) e numerazione d'anello

I flavonoli sono composti di origine vegetale appartenenti alla classe dei flavonoidi, aventi come base il 3-idrossiflavone. Sono distribuiti molto ampiamente nel regno vegetale, generalmente in angiosperme lignificate.  
Tra i flavonoli più diffusi vi sono la quercetina (aglicone del glicoside rutina) e il quercitolo che sono presenti in Ruta graveolens, Fagopyrum esculentum, Sambucus nigra e moltissime altre piante; il canferolo  che si trova in Sambucus nigra, Cassia senna, Equisetum arvense, Lamium album, Polygonum bistorta, ecc.